# Lasiargus
Lasiargus es un género de arañas araneomorfas de la familia Linyphiidae. Se encuentra en la zona paleártica.

## Lista de especies
Según The World Spider Catalog 12.0::
- Lasiargus hirsutoides Wunderlich, 1995
- Lasiargus hirsutus (Menge, 1869)
- Lasiargus pilipes (Kulczyński, 1908)
- Lasiargus zhui Eskov & Marusik, 1994